# Calea ferată Sibiu–Copșa Mică
Calea ferată Sibiu-Copșa Mică (secția secundară CFR 208) este o cale ferată secundară ce face legătura între orașele Sibiu și Copșa Mică, ambele situate în județul Sibiu. Linia are o lungime de 45 km, este simplă și neelectrificată. Tronsonul a fost inaugurat pe 11 octombrie 1872, fiind unul din cele mai vechi tronsoane de cale ferată din Transilvania. Este o cale ferată de importanță semnificativă deoarece este o secție de legătură între magistralele CFR 200 și 300. În afară de punctele terminus, un alt oraș deservit de această cale ferată este stațiunea Ocna Sibiului.